# 紐約劇場區
紐約劇場區（英語：Theatre District）是美國紐約市的一個地區，位於曼哈頓中城，聚集了大量的劇場、電影院，餐館等娛樂設施。在很多情況下，外百老匯及外外百老匯的部分地區也被視為紐約劇場區的一部分。傳統印象中的百老匯劇院大多位於這一地區。在1980年代之前這裡除了劇院之外，也曾有賣春場所等風俗設施。但1980年代之後已經得到很大改善。